# 戴胄
戴冑（573年—633年），字玄胤，相州安阳（今河南省安阳市）人，祖籍谯国谯贤（今安徽省亳县），两唐书记载为死后追封道国公，谥号忠，唐朝初年大臣，唐太宗时期的宰相。

## 家族
祖父戴景珎，司州从事、清都郡功曹。父戴承伯，汲县令，追赠使持节瀛州诸军事、瀛州刺史。

## 生平
戴胄为人诚实有才干，年轻时钻研律法，是个出色的文簿。弱冠以明经贡举入仕，授吏部云骑尉，迁弘农宫副监，隋炀帝大业末年，戴胄入朝为门下省录事，受到纳言苏威、黄门侍郎裴矩的礼遇。618年，隋炀帝在江都遇害，越王杨侗在洛阳即位，以戴胄为给事郎。王世充在击败李密后，大权独揽，想要篡位。戴胄对王世充说：“君臣之分，情均父子，理须同其休戚，勖以终始。明公以文武之才，当社稷之寄，与存与亡，在于今日。所愿推诚王室，拟迹伊、周，使国有泰山之安，家传代禄之盛，则率土之滨，莫不幸甚。”
王世充在口头上赞扬了戴胄，但619年王世充逼杨侗为自己加九锡，戴胄又抗言切谏。王世充没有理他，不久，废黜杨侗，自立为郑国皇帝。王世充命戴胄为郑州长史，令他与自己的侄子王行本镇守虎牢关。621年，唐朝秦王李世民派大将王君廓攻克了虎牢关，俘获戴胄。李世民任命戴胄为秦王府士曹参军。626年，玄武门之变后，唐高祖退位，李世民即位为唐太宗，任命戴胄为兵部员外郎，不久升兵部郎中，封武昌县男。
627年（贞观元年），戴胄被任命为大理少卿。一次，吏部尚书长孙无忌被皇帝召入宫中，不解佩刀进入东上阁，这是一个重大的罪过。尚书右仆射封德彝认为监门校尉不能察觉，其罪当死；长孙无忌误带佩刀而入，罚铜二十斤。唐太宗听从了封德彝的意见。戴胄反对，他认为基于律法，监门校尉和长孙无忌都该严惩，如果因为长孙无忌有功可以法外施恩，监门校尉也不该处死。唐太宗召集大臣复议，封德彝依然坚持。戴胄当面反驳，最后唐太宗听从了戴胄，赦免了监门校尉，也法外施恩將其輕判。
朝廷选拔官吏，有许多官员捏造假的履历骗取重要官位。唐太宗命令这些官员自首，不自首的查出来就处死。有些官员被大理寺查出，戴胄判刑流放。唐太宗对戴胄说：“朕下诏不自首查出来处死，戴卿却只判流放。难道是让朕失信于天下，卿出卖公正吗？”戴胄答道：“如果皇帝陛下直接下诏杀了他们，那就非臣所及。既然，让大理寺审理，我就要依法办案。”唐太宗反问：“你依法办案，却让我失信了？”戴胄答道：“律法是国家向天下承诺的大信，陛下的言语只是根据一时的喜怒。如果陛下依法办案，是忍小忿而存大信。如果陛下为了小忿违背大信，我为陛下可惜。”唐太宗感悟了：“法有所失，公能正之，朕何忧也！”戴胄多次以这种形式纠正唐太宗的错误，从此，没有积案冤狱。
不久，唐太宗任命戴胄兼任尚书右丞，六月又迁兼任尚书左丞。当时，每年水旱灾害，都以地方州县的正仓出给，没有正仓之处，百姓要去他州就食，多有饥乏。628年，戴胄建议仿效隋文帝建立社仓防备饥荒，让贵族、官员和百姓缴纳粮食，使粮仓丰盈。唐太宗同意，叫这种粮仓为义仓。由于戴胄家贫，唐太宗特诏赐钱十万。

这一时期，尚书仆射缺员：左仆射萧瑀免官，右仆射封德彝去世，新任的右仆射长孙无忌在职不到半年也免官。唐太宗让戴胄负起尚书省的责任来。戴胄处事果断，唐太宗让他和魏征为谏议大夫，纠正过失。629年2月，唐太宗任命戴胄为民部尚书，兼检校太子左庶子，辅导太子李承。同年，右仆射杜如晦去世前，向皇帝推荐戴胄为吏部尚书。戴胄为吏部尚书后，抑文雅、奖法吏、重实干，被舆论认为没有学术，630年2月唐太宗免去他的吏部尚书，命他以民部尚书參豫朝政，成为宰相之一，并且在631年正月进爵为武昌郡公，食邑二千户。631年，唐太宗想重修洛阳宫，戴胄表示反对，认为百姓刚离战祸，不能担负大型建设工程。上表曰：
陛下当百王之弊，属暴隋之后，拯余烬于涂炭，救遗黎于倒悬。远至迩安，率土清谧，大功大德，岂臣之所称赞。臣诚小人，才识非远，唯知耳目之近，不达长久之策，敢竭区区之诚，论臣职司之事。比见关中、河外，尽置军团，富室强丁，并从戎旅。重以九成作役，余丁向尽，去京二千里内，先配司农将作。假有遗余，势何足纪？乱离甫尔，户口单弱，一人就役，举家便废。入军者督其戎仗，从役者责其糇粮，尽室经营，多不能济。以臣愚虑，恐致怨嗟。七月已来，霖潦过度，河南、河北，厥田洿下，时丰岁稔，犹未可量。加以军国所须，皆资府库，布绢所出，岁过百万。丁既役尽，赋调不减，费用不止，帑藏其虚。且洛阳宫殿，足蔽风雨，数年功毕，亦谓非晚。若顿修营，恐伤劳扰。
唐太宗奖赏了他，说：“戴胄于我无骨肉之亲，但以忠直励行，情深体国，事有机要，无不以闻。所进官爵，只是以酬其诚。”633年六月三日，戴胄去世，享年六十一岁。唐太宗废朝三日，赠尚书右仆射，追封为道国公，谥号忠。634年（贞观八年）正月廿四日葬于神禾原。诏命虞世南撰写碑文。因为戴胄屋小，唐太宗令有司特为其造庙。魏征、房玄龄都和戴胄亲善，在戴胄死后，他们路过戴胄所游处之地，都为之流涕。戴胄夫人菀氏，卒于贞观十二年（638年）四月十二日，享年五十三。两人无子，以兄戴俭之子戴至德袭爵。戴胄的女儿嫁给了唐太宗的弟弟道王李元庆。
戴胄夫妇墓在陕西神禾原西麓、子午大道西侧，南距西安市长安区香积寺村约700米，东北距唐长安城安化门遗址约8300米。2014年9月——11月考古发掘，出土墓志两盒。戴胄墓志盖篆书“大唐故民部尚书赠尚书右仆射武昌郡公戴府君墓志之铭”24字，夫人菀氏为“大唐故民部尚书赠尚书右仆射道忠公夫人菀氏墓志铭”。

## 延伸阅读
[在维基数据编辑]
 在维基文库阅读此作者作品
 《舊唐書·卷70》，出自刘昫《舊唐書》
 《新唐書·卷099》，出自《新唐書》